# Rudy Cardozo
Rudy Alejandro Cardozo Fernández (Tarija, 12 de febrero de 1990) es un futbolista boliviano. Juega como mediocentro ofensivo en Independiente Petrolero de la Primera División de Bolivia.

## Trayectoria
Cardozo llegó a la Academia Tahuichi a los 13 años, en donde se formó hasta su partida a préstamo al Real Potosí  el 2007 donde fue campeón
Cardozo llegó al Club Bolívar boliviano en la segunda mitad del año 2009 en calidad de cedido, para disputar algunos encuentros como jugador sub-20. Su rendimiento durante el semestre convenció al club, que finalmente lo fichó. El año siguiente disputó su primera Copa Libertadores, debutando en Argentina contra Estudiantes de la Plata. A pesar de no haber ganado ningún título oficial, el 2010 logró cuajar una temporada muy satisfactoria marcando 9 goles en 50 apariciones. Su primer título con Bolívar lo conseguiría en 2011, bajo el mando del técnico argentino Angel Guillermo Hoyos. Un año después sería pieza importante para que el club superara la fase de grupos en la Copa Libertadores.
Con 23 años y luego de varias ofertas de clubes extranjeros de Grecia, México y Sudamérica, Cardozo tendría la gran oportunidad de jugar en el Alania FC de  Rusia, pero la transferencia finalmente se frustraría. A su regreso, el jugador superó el nivel expuesto en 2010 y obtuvo nuevamente un título con Bolívar, el Clausura 2012/2013.

## Selección nacional
Fue seleccionado para el Sudamericano sub-17 disputado en 2007 y jugó todos los partidos. En 2009 repetiría convocatoria, esta vez para el  Sudamericano sub-20 realizado en Venezuela.
Debutó en la selección absoluta en un amistoso contra Colombia jugado en agosto de 2010. Participó en la Copa América en Argentina, en 2011. Su debut oficial se suscitó en 2012, en la derrota por 4 a 2 ante Uruguay en Montevideo, partido en el que anotó para el transitorio 1-1.

### Goles internacionales
| #  | Fecha      | Localización                    | Oponente  | Gol conseguido | Resultado | Competición                |
| -- | ---------- | ------------------------------- | --------- | -------------- | --------- | -------------------------- |
| 1. | 2-9-2011   | Estadio Nacional del Perú, Lima | Perú      | 2-1            | 2-2       | Amistoso                   |
| 2. | 7-10-2011  | Estadio Centenario, Montevideo  | Uruguay   | 1-1            | 4-2       | Clasificación Mundial 2014 |
| 3. | 15-8-2013  | Pueblo Nuevo, San Cristóbal     | Venezuela | 1-1            | 2-2       | Amistoso                   |
| 4. | 6-6-2014   | Nueva Jersey, Estados Unidos    | Grecia    | 2-1            | 2-1       | Amistoso                   |
| 5. | 12-11-2015 | Estadio Hernando Siles, La Paz  | Venezuela | 4-1            | 4-2       | Clasificación Mundial 2018 |

## Clubes
| Club                     | País    | Año               |
| ------------------------ | ------- | ----------------- |
| Real Potosí              | Bolivia | 2007              |
| Ironi Nir Ramat HaSharon | Israel  | 2008              |
| Bolívar                  | Bolivia | 2009 - 2015       |
| Portuguesa               | Brasil  | 2015              |
| Bolívar                  | Bolivia | 2015 - 2016       |
| Wilstermann              | Bolivia | 2017              |
| The Strongest            | Bolivia | 2018 - 2021       |
| Royal Pari               | Bolivia | 2022              |
| Wilstermann              | Bolivia | 2023 - 2024       |
| Independiente Petrolero  | Bolivia | 2025 - Actualidad |

## Vida personal
El jugador contrajo matrimonio con la modelo y conductora Karen Canales en 2014.

## Polémicas
El 23 de octubre de 2014 antes del partido contra el Club San José protagonizó una pelea en los vestuarios con su ayudante de campo Vladimir Soria a quién le dejó fracturada la nariz. Poco después su equipo hizo que aclararan sus diferencias y finalmente se reconciliaran.

## Palmarés

### Títulos nacionales
| Título           | Club    | País    | Año             |
| ---------------- | ------- | ------- | --------------- |
| Primera División | Bolívar | Bolivia | Apertura 2009   |
| Primera División | Bolívar | Bolivia | Adecuación 2011 |
| Primera División | Bolívar | Bolivia | Clausura 2013   |
| Primera División | Bolívar | Bolivia | Apertura 2014   |
| Primera División | Bolívar | Bolivia | Clausura 2015   |